# Polygala adenophora
Polygala adenophora är en jungfrulinsväxtart som beskrevs av Dc.. Polygala adenophora ingår i släktet jungfrulinssläktet, och familjen jungfrulinsväxter. Inga underarter finns listade i Catalogue of Life.